# Alexandra Louis-Marie
Alexandra Louis-Marie (Fort-de-France, Martinica, 3 de marzo de 1996) es una deportista francesa que compite en esgrima, especialista en la modalidad de espada.
Participó en los Juegos Olímpicos de París 2024, obteniendo una medalla de plata en la prueba por equipos (junto con Marie-Florence Candassamy, Auriane Mallo y Coraline Vitalis).
Ganó una medalla de oro en el Campeonato Mundial de Esgrima de 2025 y dos medallas en el Campeonato Europeo de Esgrima, en los años 2023 y 2024. En los Juegos Europeos de Cracovia 2023 consiguió una medalla de oro en la prueba por equipos.

## Palmarés internacional
| Juegos Olímpicos   | Juegos Olímpicos   | Juegos Olímpicos  | Juegos Olímpicos   |
| Año                | Lugar              | Medalla           | Prueba             |
| ------------------ | ------------------ | ----------------- | ------------------ |
| 2024               | París (Francia)    | Medalla de plata  | Espada por equipos |
| Campeonato Mundial |                    |                   |                    |
| Año                | Lugar              | Medalla           | Prueba             |
| 2025               | Tiflis (Georgia)   | Medalla de oro    | Espada por equipos |
| Juegos Europeos    |                    |                   |                    |
| Año                | Lugar              | Medalla           | Prueba             |
| 2023               | Cracovia (Polonia) | Medalla de oro    | Espada por equipos |
| Campeonato Europeo |                    |                   |                    |
| Año                | Lugar              | Medalla           | Prueba             |
| 2023               | Plovdiv (Bulgaria) | Medalla de oro    | Espada individual  |
| 2024               | Basilea (Suiza)    | Medalla de bronce | Espada por equipos |